# Byrrhinus sikkimensis
Byrrhinus sikkimensis är en skalbaggsart som beskrevs av Champion 1923. Byrrhinus sikkimensis ingår i släktet Byrrhinus och familjen lerstrandbaggar. Inga underarter finns listade i Catalogue of Life.